# Константин Војновић
Константин Коста Војновић (Херцег Нови, 2. март 1832 — Дубровник, 20. мај 1903) био је српски политичар, правник, универзитетски професор и ректор у Краљевини Далмацији и Краљевини Хрватској и Славонији.

## Биографија

### Породица
Војновић је рођен у Херцег Новом у познатој српској породици Војиновић из Херцег Новог. Његов деда био је Ђорђе Васиљевић Војновић (1760—1821), који је служио као руски војни официр, а касније се вратио у Боку Которску и 1800. године у Анкони оженио италијанском Касандром Ангели Радовани (1748—1837). Имали су сина Јована. Ђ. Војновића  (1811-1837), чија жена је била Катарина Гојковић, рођака Стефана Стратимировића, српског православног митрополита карловачког. Њихова деца били су Константин и Ђорђе Војновић.
Константинов брат Ђорђе био је мајор Боке Которске и председник Далматинског сабора.
Обојица су били кршени у српском православном манастиру Савина, да би их касније њихова баба Касандра пребацила у католицизам.
Констанин се оженио Маријом Сераљи (1836—1922) из Дубровника, 1855. године. Она је била ћерка Луиђија Сераљија, италијанског бизнисмена и бирократе, члана Далматинског сабора. Са Маријом имао је петоро деце: Ива, Луја, Катицу, Еугенију и Кристину. Еугенија су удала за француског писца и новинара Шарла Лоазоа, пријатеља Срба. Венчао их је у Загребу, у цркви Светог Марка, бискуп Штросмајер.

### Каријера
Константин Војновић студирао је права на Универзитету у Бечу у периоду од 1851—1854, а докторирао на Универзитету у Падови 1856. године.
У Сплиту је радио као адвокат, секретар Трговинске коморе, законодавни писац и политичар. Заговарао је уједињење Краљевине Далмације, Истре са Краљевином Хрватском и Славонијом. Био је заговорник хрватске независности од Аустроугарске, члан Народне странке из Далмације и Далматинског сабора.
По препоруци блиског пријатеља и колеге Јосипа Јураја Штросмајера, изабран је 1874. године за професора аустријског права на Свеучилишту у Загребу.
Два пута је био ректор универзитета. У периоду од 1878—1884 служио је у Хрватском сабору, а био је и члан Хрватске академије знаности и умјетности од 1890. године.
Због политичких разлога, изражавајући неслагање због мађаризације, привремено је суспендован из универзитетске службе и пензионисан 1891. године.
Након тога, вратио се у Дубровник и започео истраживање дубровачке законодавне историје.
Преминуо је 20. маја 1903. године у 72. години живота.

## Наслеђе
У Загребу од 1933. године постоји улица по његовом имену.